# Taralea
Taralea es un género de plantas con flores con ocho especies perteneciente a la familia Fabaceae. Es originario de Sudamérica.

## Especies
- Taralea casiquiarensis
- Taralea cordata
- Taralea crassifolia
- Taralea nudipes
- Taralea oppositifolia
- Taralea reticulata
- Taralea rigida
- Taralea steyermarkii